# Golia (film)
Golia è un film del 2023 diretto da Roberto Marra e Stefano Salvatori. 
Scritto da Marra, il film ha ricevuto la qualifica di film d'essai dal MIC ed è stato presentato in anteprima mondiale al 45º Festival cinematografico internazionale di Mosca.

## Trama
Anni '60: in uno stadio gremito durante una partita di rugby, il mastodontico Golia, un gigante di 2 metri e 120 chili, si prepara a segnare un punto. Tuttavia, al termine della partita, Golia si risveglia in uno stato confusionale all'interno di una stanza di una casa di riposo. Scopre di essere nel 1990, invecchiato e afflitto da demenza. La sua esistenza si trasforma in un vortice di memorie, sogni e realtà sfocate.
All'interno di questo istituto Golia subisce spesso maltrattamenti da parte del personale, che scatenano in lui reazioni violente costringendo i medici a ricorrere alla sedazione. La struttura ospita diversi personaggi, tra cui un frate eccentrico, un pianista cieco, un'anziana ballerina, infermieri e inservienti indifferenti, fatta eccezione per Gisella, l'unica che si preoccupa sinceramente del destino del gigante.
Alessandro, ospite della struttura privato dell'uso delle gambe, cerca di aiutarlo a fuggire attraverso un elaborato piano che coinvolge l'utilizzo di alcune audiocassette. Tuttavia, il loro segreto viene scoperto dal compagno di stanza di Golia, che rivela tutto a Perilli, il membro più spregevole del personale dell'istituto. Il piano fallisce e Golia viene sedato per settimane, finché Guido, un nuovo ospite ed ex fonico di presa, sviluppa insieme ad Alessandro una nuova strategia per orchestrare la fuga del gigante.

## Produzione
Per lo sviluppo di alcune scene corali è stato utilizzato uno storyboard dettagliato, accompagnato da un montaggio in animatic e tracce sonore guida. I piani sequenza sono stati inizialmente sviluppati in animazione 3D, in modo da facilitare la scelta delle inquadrature.
In un'intervista, i registi hanno affermato che «l’intento [del film] è quello di dare una voce di rivalsa e speranza agli anziani e a chi è vittima di patologie debilitanti, spesso dimenticati dalla società»; il desiderio di Marra di svolgere la maggior parte delle vicende narrative negli anni '90 è dovuto alla «consacrazione definitiva della legge Basaglia del ’78, che sanciva la chiusura dei manicomi in Italia».

## Promozione
Il primo trailer è stato diffuso il 14 ottobre 2023.

## Distribuzione
Il film è stato presentato in anteprima mondiale nell'aprile 2023 in concorso alla 45ª edizione del festival cinematografico internazionale di Mosca, per poi essere selezionato per l'International Film Festival of India Il 26 gennaio 2024 è stato presentato presso le scuderie Aldobrandini di Frascati. Al termine della serata di presentazione, alla quale hanno partecipato i registi e il cast, tra cui il protagonista Mirko Frezza, Giobbe Covatta, Lucia Batassa e Ivan Dalia, compositore della colonna sonora, si è esibita la band La Scelta, autrice della canzone originale "L'eroe" del film. Inoltre, Francesca Piggianelli, Direttore del Roma Videoclip – Il Cinema Incontra la Musica, ha annunciato a sorpresa che il videoclip, diretto da Roberto Marra, con il contributo di Adriano Testa nell'aiuto regia e montaggio, sarà premiato alla prossima edizione 2024.
Ad ottobre del 2023 il film è stato distribuito sulle piattaforme streaming Prime Video e Chili, mentre nel gennaio del 2024 su MYmovies One.

## Accoglienza
Il film è stato accolto positivamente dalla critica cinematografica italiana.
Per Simone Granata di MyMovies la storia è «ambientata in una casa di riposo e con un intenso protagonista, bloccato in un eterno presente insignificante», aggiungendo che «l'esperienza del cast (Giorgio Colangeli, Pietro De Silva, Lucia Batassa e Giobbe Covatta) alleggerisce il ritmo con momenti di dialogo e simpatici scambi tra i personaggi secondari, senza comunque intaccare né il lato più introspettivo del film né il messaggio di denuncia sociale relativo alle condizioni degli anziani e dei malati […] nel complesso si tratta di un'opera prima compatta, sentita e credibile».
Noemi Iacoponi di CiakClub scrive: «la demenza senile impedisce a Golia di ricordare. Fino a che il film non ci accompagna ad indossare un paio di auricolari e premere play su una serie di cassette registrate. La sua stessa voce gli scandisce le azioni di ogni giorno, cercando di accompagnarlo verso la fuga e la conquista della libertà da quel posto. Ascoltare permette a Golia di ricordarsi chi è e cosa vuole, e attraverso i promemoria che ogni giorno registra al se stesso di domani è sempre più vicino alla sua meta».

## Riconoscimenti
- 2023 – International Film Festival of India
  - Selezionato nella categoria "Cinema of the World"
- 2022 – 45º Festival cinematografico internazionale di Mosca
  - Selezionato nella categoria "Around the world in 8 days"